# Бутрово
Бутрово — деревня в Руднянском районе Смоленской области России. Входит в состав Переволочского сельского поселения. Население — 59 жителей (2007 год). 
Расположена в западной части области в 1,5 км к северу от Рудни, в 1,5 км севернее автодороги А141 Орёл — Витебск. В 2 км южнее деревни расположена железнодорожная станция Рудня на линии Смоленск — Витебск. 

## История
В годы Великой Отечественной войны деревня была оккупирована гитлеровскими войсками в июле 1941 года, освобождена в октябре 1943 года.